# Pterolophia vittata
Pterolophia vittata là một loài bọ cánh cứng trong họ Cerambycidae.